# Балистика
Балистиката (на гръцки: βάλλειν – хвърлям) е наука за движението на телата в пространството, след като им бъде придаден някакъв начален импулс. Балистиката е част от динамиката. Има най-широко приложение във военното дело, криминалистиката и съдебната медицина.

## Дялове на балистиката
Балистиката има следните дялове:
- вътрешна – изучава периодите на изстрела и движението на снаряда (куршума) в цевта;
- външна – изучава траекторията и характера на движението на снаряда от напускането на цевта до прекратяването на неговото движение. Това е т.нар. „балистична траектория“ или „балистична крива“;
- терминална (крайна, преградна) – изучава взаимодействието на снаряда с преграда (броня) и движението му през нея;
- съдебномедицинска – изучава видовете и характера на огнестрелните рани.[2]

## Балистична експертиза
Балистичната експертиза е дял от криминалистиката, който изследва и има за цел да докаже вида и типа на използваното оръжие и боеприпаси; местоположението на оръжието (стрелеца), траекторията на поразяващите елементи (куршуми) и други. Нарезните оръжия оставят специфични следи по изстреляните куршуми и техните гилзи. Съвременната балистична експертиза е в състояние да идентифицира конкретното оръжие, което е използвано в определен случай.

## Балистични и аеродинамични цели
Съвременната противовъздушна отбрана ясно разделя средствата за въздушно нападение на противника на две големи основни групи:
- балистични – движат се по балистична траектория, без да маневрират. Такива са класическите и неуправляемите реактивни артилерийски снаряди, и балистичните ракети;
- аеродинамични – активно маневрират във въздуха, най-често със собствен реактивен двигател. Такива са самолетите, крилатите ракети, съвременните ПТУР и ракети „въздух-земя“, бойните блокове (глави) на някои съвременни ядрени балистични ракети.